# Sekaran (Gunung Pati)
Sekaran is een bestuurslaag in het regentschap Semarang van de provincie Midden-Java, Indonesië. Sekaran telt 16.552 inwoners (volkstelling 2010).